# Christian Carl van Bracht
Christian Carl van Bracht (før 1684 – efter 1703) var en dansk hofkunstner.
Han var søn af Christian van Bracht og bror til Christoffer og Johan van Bracht.
Christian Carl van Bracht blev formentlig uddannet af faderen. Han rejste 1691 med maleren Peter Rublach til Italien (kaldes da "contrefayer"). 1691–97 gav kongen Christian van Bracht et tilskud på 200 rigsdaler til en søns uddannelse i Rom; men det er ikke til at sige, om det drejer sig om Johan eller Christian Carl, der begge fik rejsepas til Italien henholdsvis april og oktober 1691.
Rimeligvis en af de sønner, der hjalp Christian van Bracht ved marmorering på slottene i 1684-87 og måske i 1703.